# Seirocrinus
Seirocrinus – wymarły rodzaj łodygowych liliowców (Crinoidea) z rzędu Isocrinida żyjący w okresie jurajskim. 
W obrębie tego rodzaju występują największe liliowce na świecie, osiągające 18 metrów długości (w tym 17 m łodyga). Cechują się koroną złożoną z bardzo licznych ramion (do 1400). Człony łodyg mają pokrój gwiaździsty lub pięcioboczny. 
Często prowadziły pseudoplanktoniczny tryb życia, przyczepiając się do dryfujących pni drzew. 
- Występowanie:

Kanada, Niemcy, Wielka Brytania
- Zasięg wiekowy: jura wczesna i środkowa (według innych źródeł tylko jura dolna)

Przeważnie liliowce Seirocrinus zachowują się w postaci całkowicie rozłączonych elementów szkieletowych, znane są jednak całe szkielety o szczególnie dużej wartości naukowej i kolekcjonerskiej, np. z dolnojurajskich utworów z Holzmaden. Duże, całe okazy tego rodzaju eksponowane są w licznych czołowych muzeach świata, np. w Museum für Naturkunde w Berlinie.   
Skamieniałości różnych gatunków Seirocrinus mają pewne znaczenie w datowaniu skał i są skamieniałościami pomocniczymi dla jury. 
Gatunki:
- Seirocrinus subangularis